# Resolució 1511 del Consell de Seguretat de les Nacions Unides
La Resolució 1511 del Consell de Seguretat de les Nacions Unides fou adoptada per unanimitat el 16 d'octubre de 2003. Després de reafirmar les resolucions anteriors sobre l'Iraq, especialment les 1483 (2003), 1500 (2003) i Resolució 1373 (2001) sobre el terrorisme, el Consell va instar els països a contribuir a una força multinacional per mantenir la seguretat i va demanar que el poder fos retornat al poble iraquià tan aviat com fos possible.
Durant les discussions prèvies a l'aprovació de la Resolució 1511, es va presentar als membres del Consell amb la possibilitat d'acabar amb l'ocupació més aviat o aprovar una ocupació temporal més llarga; finalment van triar aquesta última opció, autoritzant efectivament la presència internacional a l'Iraq. La resolució va ser redactada pels Estats Units i patrocinada per Camerun, Espanya i el Regne Unit.

## Resolució

### Observacions
El Consell de Seguretat va reafirmar el dret del poble iraquià a determinar el seu propi futur polític i controlar els seus propis recursos naturals. El suport internacional a la restauració de l'estabilitat i la seguretat era essencial per al benestar de la població d'Iraq. Va donar la benvinguda a l'anunci del Consell de Govern Iraquià per preparar una conferència per redactar una constitució. Mentrestant, els bombardejos contra les ambaixades de Jordània i Turquia, la Mesquita de l'Imam Alí i la seu de les Nacions Unides a Bagdad, l'assassinat d'un diplomàtic espanyol i l'assassinat d'Aqila al-Hashimi van ser condemnats com atacs contra el futur del país.

### Actes
Actuant sota el Capítol VII de la Carta de les Nacions Unides, el Consell va subratllar la naturalesa temporal de l'Autoritat Provisional de la Coalició i va acollir favorablement la resposta positiva de la comunitat internacional a l'establiment del Consell de Govern. Va donar suport als esforços del Consell de Govern per mobilitzar el poble iraquià i va determinar que el Consell i els seus ministres són els òrgans principals de l'administració provisional iraquiana que encarnaven la sobirania iraquiana. En aquest sentit, es va demanar a l'Autoritat Provisional que tornés el poder al poble iraquià tan aviat com fos possible, mentre que el Consell de Govern va ser convocat per proporcionar un calendari per a la redacció d'una nova constitució i eleccions. Va reafirmar el paper de les Nacions Unides al país, a través de la Missió d'Assistència de les Nacions Unides a Iraq (UNAMI) i la prestació d'ajuda humanitària i reconstrucció econòmica, i es va demanar al Secretari General Kofi Annan que proporcionés els recursos sol·licitats pel Consell de Govern.
Addicionalment, la resolució va autoritzar la creació d'una força multinacional per contribuir a la seguretat i l'estabilitat a l'Iraq mitjançant la protecció de les infraestructures de les Nacions Unides, humanitàries i iraquianes. Es van demanar contribucions internacionals per a la força internacional i el Consell de Seguretat revisaria la missió en un any després de l'aprovació de la resolució actual, mentre que els Estats Units, en nom de la força, es dirigirien per informar cada sis mesos sobre el progrés; es produiria una petita supervisió de les activitats de la força. El Consell va subratllar la importància d'establir unes efectives policia i forces de seguretat iraquians, va condemnar els atacs terroristes al país i va expressar el condol a les famílies de les víctimes i al poble iraquià.
La part final de la Resolució 1511 va fer una crida a tots els països, demanant-los que evitessin el trànsit de terroristes o el finançament relacionat amb l'Iraq. Va requerir més assistència al poble iraquià en la reconstrucció i desenvolupament de la seva economia i infraestructura. Finalment, el Consell va demanar l'establiment de la Junta Internacional d'Assessorament i Seguiment, reiterant la necessitat que el Fons de Desenvolupament per a l'Iraq s'utilitzi de manera transparent.